# 玉田寺
玉田寺（ぎょくでんじ）は、兵庫県美方郡新温泉町の七釜温泉にある臨済宗天龍寺派の仏教寺院。玉田禅寺ともいい、山号は退耕山。本尊は地蔵菩薩。

## 概要
応永年間（1394年-1428年）に天龍寺開山夢窓疎石法孫にあたる南溟が自らの隠棲所として開創した。当初は退耕庵と称していたものを、1648年頃に貞山が現在の山号・寺号へと改めた。江戸時代後期、元美濃国の部将の丸毛氏が岩を削って境内を拡げ、安永6年（1777年）に堂宇を建立した。現在の本堂はこの当時の建物である。その後、昭和15年（1940年）に大改修が行われて現在に至る。

## 文化財
- 宝篋印塔 - 境内、山門脇に建つ石塔。兵庫県指定文化財[1]。正和3年(1314年)の刻銘があり、宝篋印塔としては兵庫県下最古級とされる。なお、元からこの地にあったものではなく、大阪府豊能郡東能勢村切畑（現・同郡豊能町）の廃寺にあったものを、浜坂町（現・新温泉町）出身の実業家・細見良（号古香庵）が1945年に入手し、1975年に郷里の玉田寺に寄進したものである。
- 玉田寺庭園 - 本堂裏にある、江戸時代中期作と伝わる築山式枯山水庭園。

## 行事
- 8月23日 - 七釜温泉・灯火の風景

## 境内
- 山門
- 本堂（築山式枯山水庭、前庭）
- 庫裏
- 鐘楼
- 光明殿
- 七地蔵（外壁内）

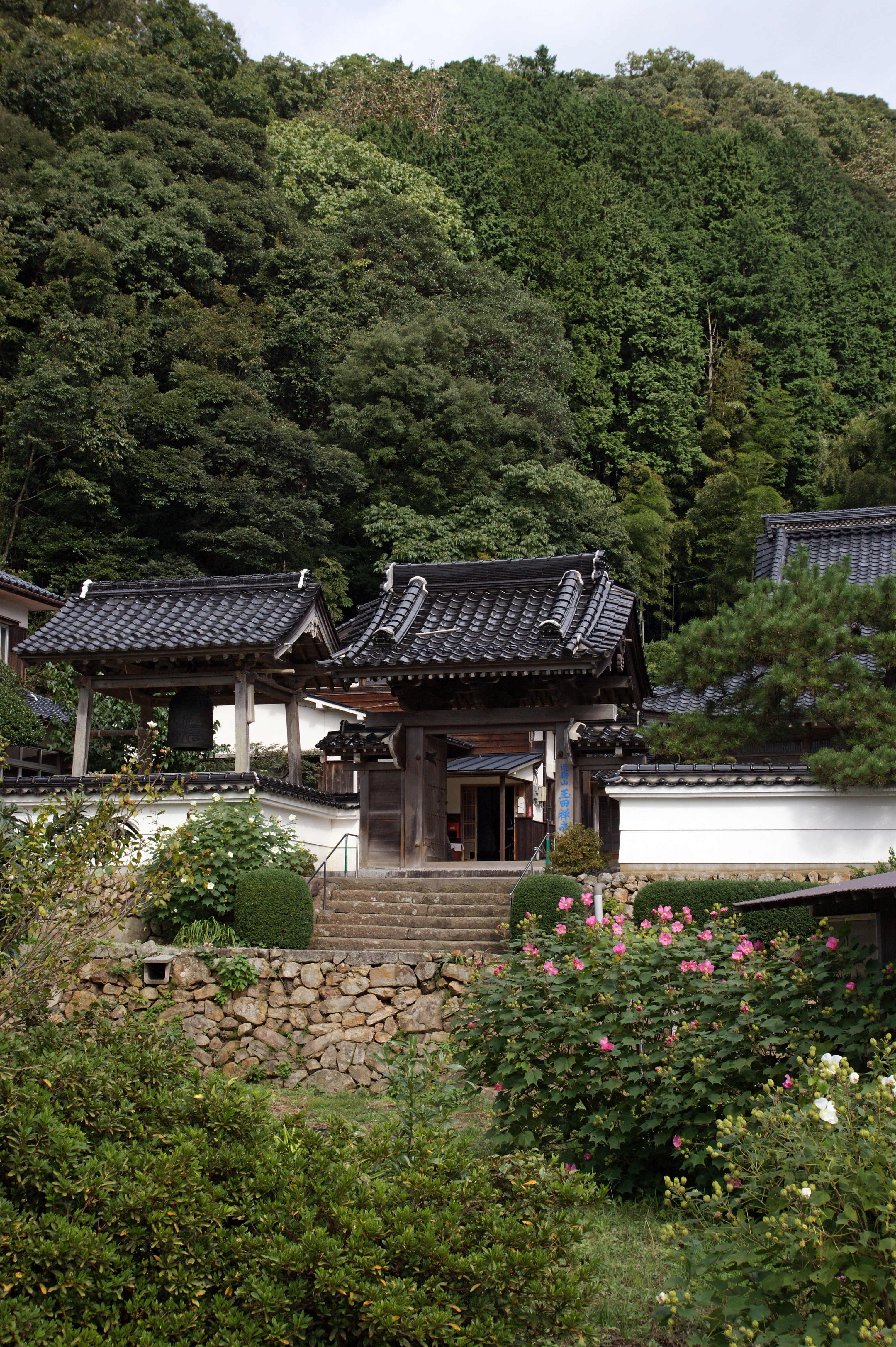
遠景
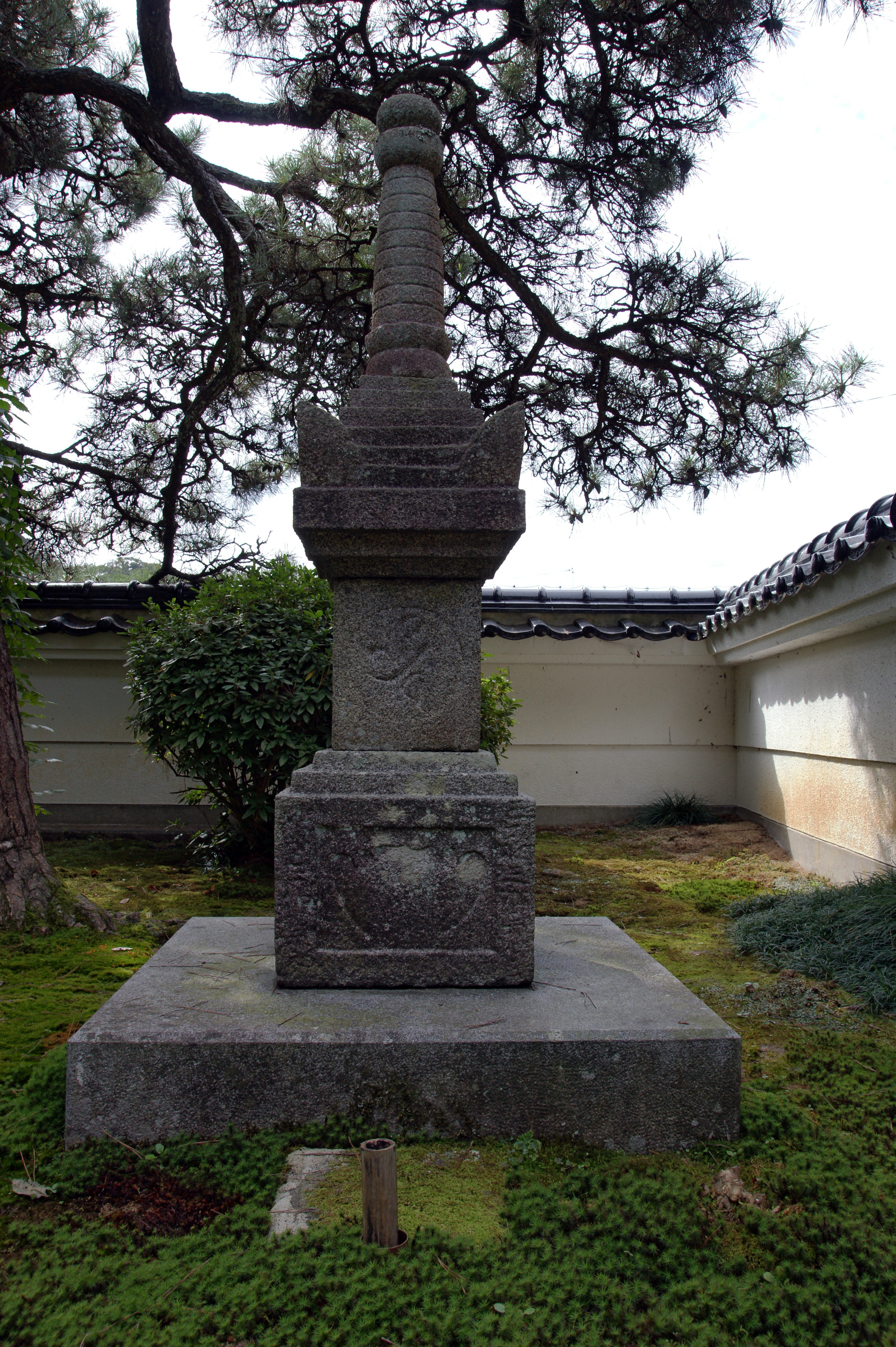
宝篋印塔
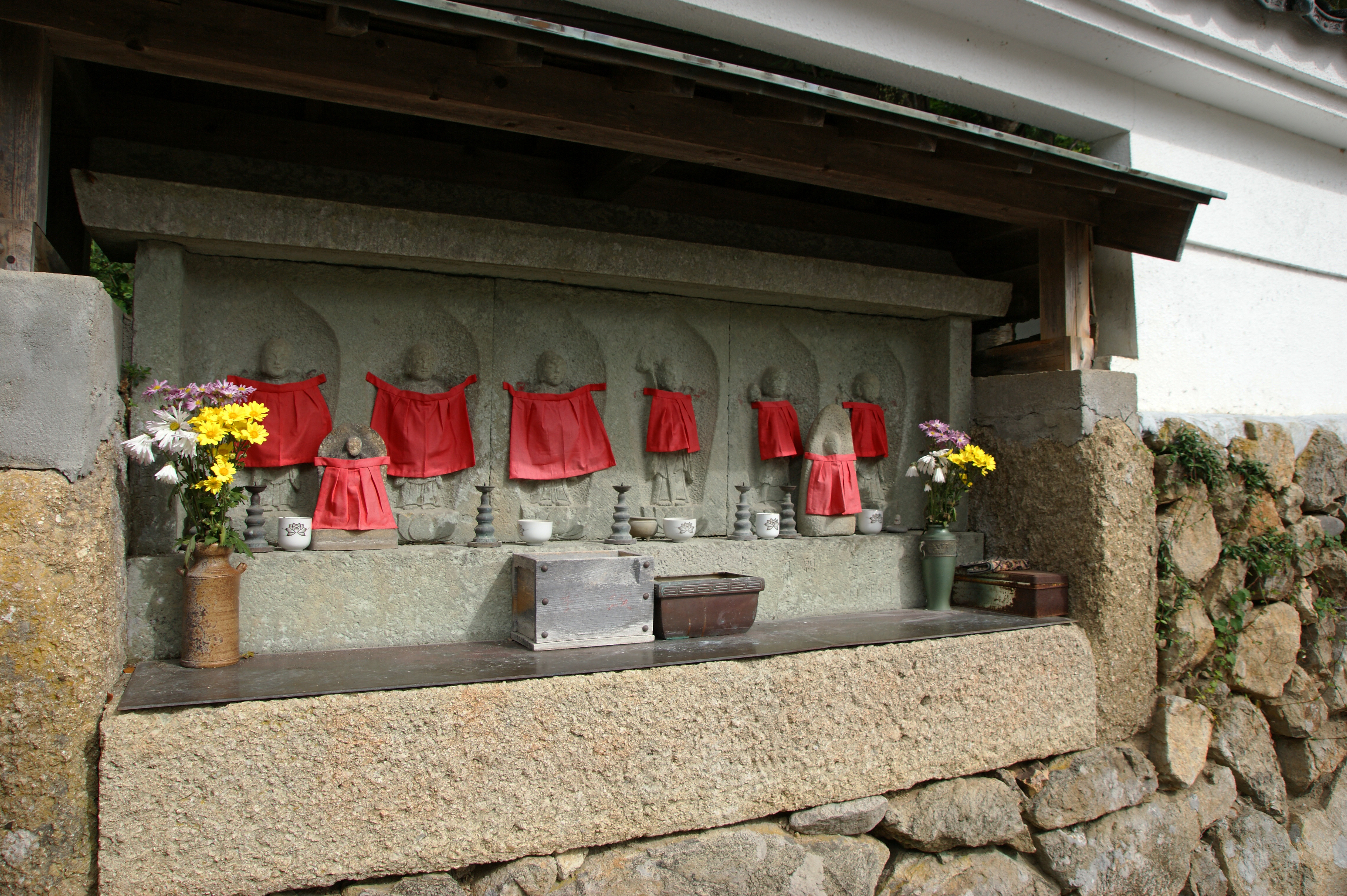
七地蔵
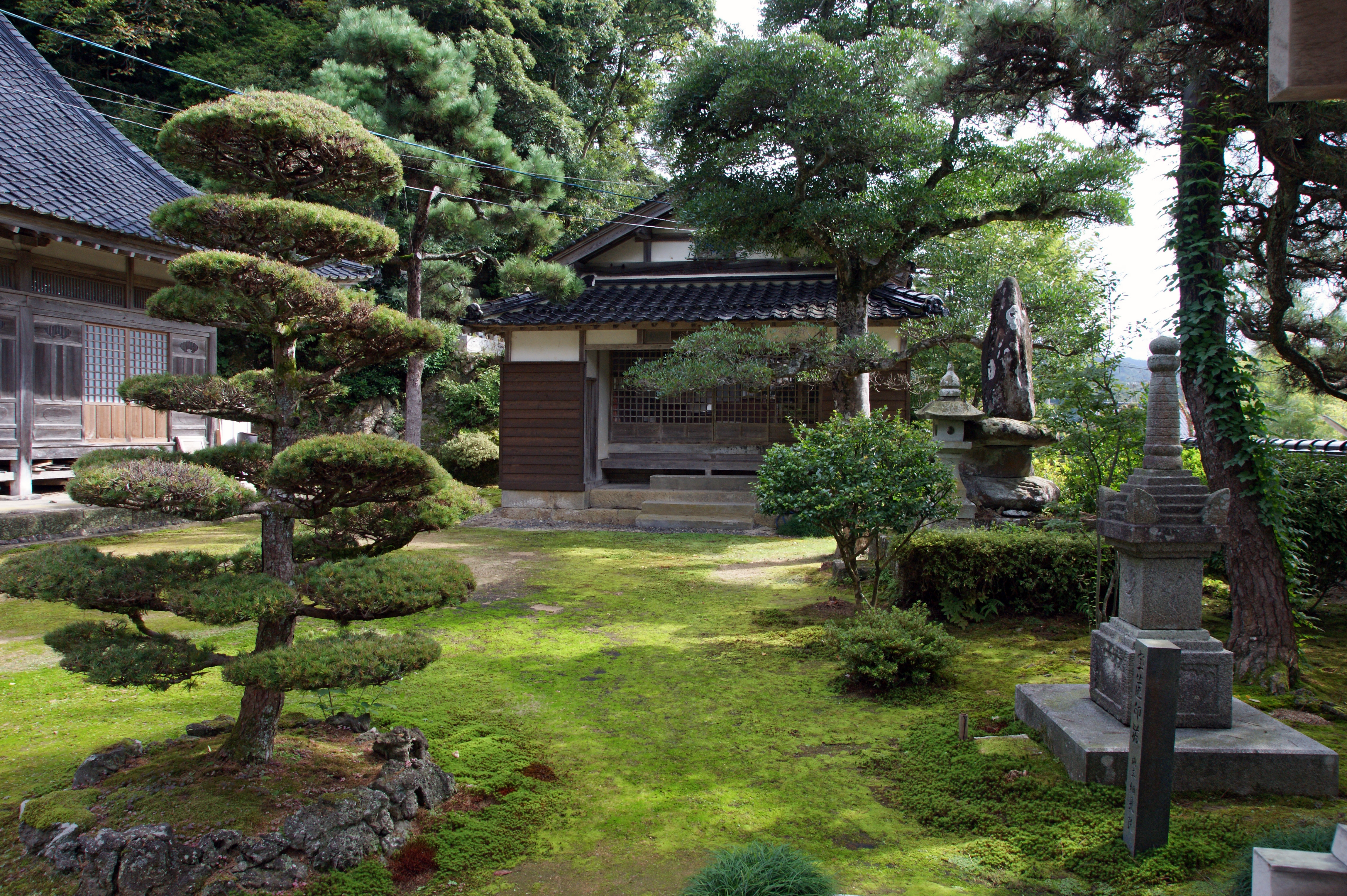
本堂前庭

## 交通アクセス
- JR西日本山陰本線：浜坂駅から全但バス湯村温泉行で、バス停「栃谷七釜温泉」または「七釜温泉口」下車 徒歩5分
- 大阪・神戸から全但バス夢千代号で「湯村温泉」下車、浜坂行バスに乗り換えて「七釜温泉口」下車 徒歩5分

## 周辺
- 山宮神社
- 七釜温泉病院
- 七釜温泉ゆーらく館